# Mateusz Gamrot
Mateusz Gamrot (11 de dezembro de 1990) é um lutador de MMA polonês que compete na divisão dos leves do Ultimate Fighting Championship. Ele também é um ex -Campeão Peso Pena KSW e Campeão Peso Leve KSW. Em 28 de fevereiro de 2022, ele é o 13º no ranking dos leves do UFC.

## Carreira nas artes marciais mistas (MMA)

### Vida e início no MMA
Na idade do ensino médio, ele se mudou para um internato em Milicz para treinar luta livre. Enquanto estudava em uma escola técnica, ele pertencia à equipe nacional de luta livre, onde ganhou medalhas nos campeonatos poloneses de juniores e juvenis. Aos 20 anos, mudou-se definitivamente para Poznań. Lá ele treina e tem uma família e dois filhos.
Em 2002, iniciou sua jornada nas artes marciais, começando pelo wrestling. Durante sua carreira de lutador, ele alcançou muitos sucessos na Polônia e internacionalmente. Ele lutou mais de 300 duelos no tatame, wrestling, entre outros, no Campeonato Europeu e Mundial. Desde 2011, ele vem treinando artes marciais mistas. Ele ganhou sua experiência de treinamento sob a supervisão de um excelente treinador, Andrzej Kościelski, Campeão Mundial de luta livre.
Em 2012, conquistou a medalha de ouro no Campeonato Europeu de MMA Amador (Bruxelas) e um ano depois defendeu o título do campeonato novamente conquistando o ouro nos anos 70. categoria kg (Budapeste).
Por duas vezes consecutivas (2013, 2014) ele ganhou a medalha de ouro no campeonato polonês em grappling na categoria listras roxas (Luboń). Em 2014 venceu o ADCC Submission Wrestling European Championships em até 77 classe kg.

### Konfrontacja Sztuk Walki (KSW)
Ele fez sua estreia profissional no MMA em 4 de fevereiro de 2012 no XFS Night of Champions, derrotando o checheno Arbi Shamayev. Até o final do ano ele havia vencido mais duas lutas pela federação e depois assinou com o KSW. Em 8 de junho de 2013 ele teve sua primeira luta no KSW, derrotando Mateusz Zawadzki por nocaute técnico no KSW 23: Khalidov vs. Manhoef. No dia 28 de setembro no KSW 24 ele derrotou o ex-lutador do UFC Andre Winner por pontos. No KSW 27, Mateusz derrotou Jefferson George por pontos.
Em 13 de setembro de 2014 ele lutou pela organização britânica Cage Warriors, derrotando o galês Tim Newman no 1º round no CW 72. Ele retornou em 6 de dezembro de 2014 para derrotar Łukasz Chlewicki no KSW 29 por decisão unânime. No KSW 30 em 21 de fevereiro de 2015, ele venceu o brasileiro Rodrigo Cavalheiro Correia por nocaute técnico 6 segundos antes do gongo final.
No KSW 32: Road to Wembley, Mateusz derrotou Marif Piraev por nocaute técnico no segundo round, conseguindo sua décima vitória consecutiva para iniciar sua carreira.
Em 27 de maio de 2016 no KSW 35, ele lutou pelo cinturão do KSW Lightweight Championship contra o ex-campeão britânico do BAMMA e russo M-1 Global francês Mansour Barnaoui, que venceu após uma luta de três rounds.
No KSW 36: Materla vs. Palhares em 1º de outubro de 2016, defendeu o título com uma chave de calcanhar contra Renato Gomes Gabriel no segundo round.
Gamrot enfrentou o ex-lutador do UFC Norman Parke no KSW 39: Colosseum em 27 de maio de 2017. Ele venceu a luta e manteve o título por decisão unânime.
Gamrot derrotou Norman Parke no KSW 40: Dublin em 22 de outubro de 2017. Depois que a luta foi interrompida devido a cutucadas nos olhos que deixaram Parke incapaz de continuar, Parke empurrou o cornerman de Gamrot, Borys Mankowski, o que resultou em Marcin Bilman, outro lutador profissional que estava no corner do campeão, respondeu acertando um soco em Parke. Gamrot foi posteriormente multado em 30% de sua bolsa e Bilman foi banido por dois anos dos eventos da KSW.
Em 3 de março de 2018 no KSW 42: Khalidov vs. Narkun, Gamrot derrotou Grzegorz Szulakowski por finalização no quarto round, defendendo o KSW Lightweight Championship.
Em 1 de dezembro de 2018 no KSW 46: Narkun vs. Khalidov 2, lutou pelo segundo cinturão, desta vez pelo Campeonato Peso Pena da KSW, contra o especialista em finalizações Kleber Koike Erbst, onde venceu a luta após cinco rounds de dominação, conquistando o segundo título da organização.
Em 17 de maio de 2019, em um vídeo no canal do YouTube de Borys Mankowski, ele anunciou que havia desocupado seus dois cinturões e não renovou seu contrato com a federação KSW.
Em 6 de março de 2020, a federação KSW anunciou o retorno de Gamrot à organização. O bicampeão do KSW estava programado para retornar no KSW 53 em Lodz, na Polônia, contra o brasileiro Edimilson Souza, mas devido a uma pandemia de coronavírus o evento foi cancelado. Em 11 de julho ele fez sua terceira luta no KSW 53: Reborn contra Norman Parke. Parke perdeu peso para a luta e foi multado, que foi para Gamrot. O polonês venceu a luta no terceiro round por nocaute técnico (paralisação do médico).
Em 29 de agosto de 2020, ele lutou sua última luta sob contrato com a KSW contra Marian Ziolkowski no KSW 54: Gamrot vs. Ziółkowski, que substituiu o lesionado Shamil Musayev. Após uma luta de 5 rounds, Gamrot venceu por decisão unânime.

### Ultimate Fighting Championship (UFC)
Em 17 de setembro de 2020, foi anunciado que Gamrot assinou com o Ultimate Fighting Championship.
Gamrot, como substituto de Renato Moicano, estava escalado para enfrentar Magomed Mustafaev estava escalado para o UFC Fight Night: Ortega vs. O zumbi coreano em 18 de outubro de 2020. Por sua vez, Mustafaev desistiu no início de outubro por motivos não revelados. Em vez disso, Gamrot enfrentou o novato promocional Guram Kutateladze. Ele perdeu a luta apertada por decisão dividida. Ambos os lutadores ganharam o prêmio de Luta da Noite.
Gamrot enfrentou Scott Holtzman em 10 de abril de 2021 no UFC on ABC: Vettori vs. Holanda. Ele venceu a luta por nocaute no segundo round. Essa vitória lhe rendeu o prêmio Performance da Noite.
Gamrot enfrentou Jeremy Stephens em 17 de julho de 2021 no UFC on ESPN: Makhachev vs. Moisés. Ele venceu a luta por finalização no primeiro round. Essa vitória lhe rendeu o prêmio Performance da Noite.
Gamrot enfrentou Carlos Diego Ferreira em 18 de dezembro de 2021 no UFC Fight Night: Lewis vs. Daucaus. Ele venceu a luta por nocaute técnico no segundo round, forçando Ferreira a finalizar com uma joelhada no corpo.

## Campeonatos e conquistas

### Artes marciais mistas (MMA)
- Campeonato de luta final
  - Performance da Noite (Duas Vezes) vs Scott Holtzman and Jeremy Stephens[28][31]
  - Luta da Noite (One Time) vs Guram Kutateladze[25]
  - Finalização mais rápida de kimura na história do UFC (65 segundos) vs Jeremy Stephens
- Konfrontacja Sztuk Walki
  - Campeonato Peso Leve KSW
    - Quatro defesas de título bem sucedidas

  - Campeonato Peso Pena KSW

### Artes Marciais Mistas Amadoras
- 2011: Campeonato Polonês Open de MMA - 1º lugar no -73 categoria kg (Teresina)
- 2012: Campeonato Europeu de MMA (FILA) - 1º lugar em -71 classe kg (Bruxelas)
- 2013: Campeonato Europeu de MMA (FILA) - 1º lugar na -70 categoria kg (Budapeste)

### Luta livre
- 2008: II Taça de Seniores da Polónia - 3º lugar em 66 categoria kg, competição livre (Brzeg Dolny)
- 2009: Campeonato Internacional de Juniores Poloneses - 2º lugar em 66 categoria kg, competição livre (Kraśnik)
- 2009: Campeonato Polonês Júnior - 3º lugar em 66 categoria kg, competição livre (Krotoszyn)
- 2010: Campeonato Polaco Juvenil - 1º lugar, entrada gratuita
- 2010: Campeonato Polaco de Juniores - 2º lugar em 74 categoria kg, competição livre (Brzeźnica)

### Grappling
- 2012: 2º Campeonato Polonês Sem kimono - 1º lugar em 74 categoria kg, faixa azul (Luboń)
- 2013: Campeonato Europeu de Grappling da FILA - 1º lugar sem kimono
- 2013: Campeonato Polonês de Grappling - 1º lugar no 77 categoria kg (Poznań)
- 2013: 3º Campeonato Polonês Sem kimono - 1º lugar na categoria listras roxas (Luboń)
- 2014: 4º Campeonato Polonês Sem kimono - 1º lugar na categoria listras roxas (Luboń)
- 2014: Campeonato Europeu ADCC - 1º lugar em 77 categoria kg (Sofia)
- 2015: Campeonato NAGA da Grã-Bretanha - 1º lugar na 79,5 kg e 1º lugar na categoria 79,5 kg de pernas (Londres)[34]
- 2015: Campeonato Europeu ADCC - 3º lugar em 77 classe kg (Turku)[35]
- 2016: VI Campeonato Polonês Sem kimono - 1º lugar em 79,5 categoria kg, listras roxas (Luboń)[36]
- 2016: XII Campeonato Polonês ADCC - 1º lugar na 77 categoria kg[37]
- 2018: Campeonato Europeu ADCC - 2º lugar na 77 categoria kg (Bucareste)[38]
- 2019: Campeonato Europeu ADCC - 1º lugar em 77 classe kg (Poznań)[39]

## Recorde de artes marciais mistas
| Cartel no MMA   |             |           |
| 22 lutas        | 20 vitórias | 1 derrota |
| Por nocaute     | 7           | 0         |
| Por finalização | 5           | 0         |
| Por decisão     | 8           | 1         |
| No contest      | 1           | 1         |

|      | Loss 23–3 (1) | Justin Gaeth               |                                      | 24–2 (1)                                      | Rafael dos Anjos        | Decisão (Unânime) | UFC 299: O'Malley vs. Vera 2 | 9 de março de 2024                     | 3                                                                   | 5:00 | Miami, Florida, United States |  |
| Win  | 23–2 (1)      | Rafael Fiziev              | TKO (lesão na perna)                 | UFC Fight Night: Fiziev vs. Gamrot            | 23 de setembro de 2023  | 2                 | 2:03                         | Las Vegas, Nevada, United States       |                                                                     |      |                               |  |
| Win  | 22–2 (1)      | Jalin Turner               | Decisão (Dividida)                   | UFC 285: Jones vs. Gane                       | 4 de março de 2023      | 3                 | 5:00                         | Las Vegas, Nevada, United States       |                                                                     |      |                               |  |
| Loss | 21–2 (1)      | Beneil Dariush             | Decisão (Unânime)                    | UFC 280: Oliveira vs. Makhachev               | 22 de outubro de 2022   | 3                 | 5:00                         | Abu Dhabi, Dubai, United Arab Emirates |                                                                     |      |                               |  |
| Win  | 21–1 (1)      | Arman Tsarukyan            | Decisão (Unânime)                    | UFC Fight Night: Tsarukyan vs. Gamrot         | 25 de junho de 2022     | 5                 | 5:00                         | Las Vegas, Nevada, United States       | Luta da Noite.                                                      |      |                               |  |
| Win  | 20–1 (1)      | Carlos Diego Ferreira      | TKO (submission to knee to the body) | UFC Fight Night: Lewis vs. Daukaus            | 18 de dezembro de 2021  | 2                 | 3:26                         | Las Vegas, Nevada, United States       |                                                                     |      |                               |  |
| Win  | 19–1 (1)      | Jeremy Stephens            | Submission (kimura)                  | UFC on ESPN: Makhachev vs. Moisés             | 17 de juhlo de 2021     | 1                 | 1:05                         | Las Vegas, Nevada, United States       | Performance of the Night.                                           |      |                               |  |
| Win  | 18–1 (1)      | Scott Holtzman             | KO (punches)                         | UFC on ABC: Vettori vs. Holland               | 10 de abril de 2021     | 2                 | 1:22                         | Las Vegas, Nevada, United States       | Performance of the Night.                                           |      |                               |  |
| Loss | 17–1 (1)      | Guram Kutateladze          | Decision (split)                     | UFC Fight Night: Ortega vs. The Korean Zombie | 18 de outubro de 2020   | 3                 | 5:00                         | Abu Dhabi, United Arab Emirates        | Fight of the Night.                                                 |      |                               |  |
| Win  | 17–0 (1)      | Marian Ziółkowski          | Decision (unanimous)                 | KSW 54                                        | 29 de agosto de 2020    | 5                 | 5:00                         | Warszawa, Poland                       | Defended the KSW Lightweight Championship.                          |      |                               |  |
| Win  | 16–0 (1)      | Norman Parke               | TKO (doctor stoppage)                | KSW 53                                        | 11 de julho de 2020     | 3                 | 3:02                         | Warszawa, Poland                       | Non-title bout; Parke missed weight.                                |      |                               |  |
| Win  | 15–0 (1)      | Kleber Koike Erbst         | Decision (unanimous)                 | KSW 46                                        | 11 de dezembro de 2018  | 5                 | 5:00                         | Łódź, Poland                           | Featherweight debut. Won the vacant KSW Featherweight Championship. |      |                               |  |
| Win  | 14–0 (1)      | Grzegorz Szulakowski       | Submission (keylock)                 | KSW 42                                        | 3 de março de 2018      | 4                 | 4:15                         | Łódź, Poland                           | Defended the KSW Lightweight Championship.                          |      |                               |  |
| NC   | 13–0 (1)      | Norman Parke               | NC (accidental eye poke)             | KSW 40                                        | 22 de outubro de 2017   | 2                 | 4:39                         | Dublin, Ireland                        | Non-title bout; Parke missed weight (156.1 lb).                     |      |                               |  |
| Win  | 13–0          | Norman Parke               | Decision (unanimous)                 | KSW 39                                        | 27 de maio de 2017      | 3                 | 5:00                         | Warszawa, Poland                       | Defended the KSW Lightweight Championship.                          |      |                               |  |
| Win  | 12–0          | Renato Gomes Gabriel       | Submission (heel hook)               | KSW 36                                        | 1 de dezembro de 2016   | 2                 | 3:46                         | Zielona Góra, Poland                   | Defended the KSW Lightweight Championship.                          |      |                               |  |
| Win  | 11–0          | Mansour Barnaoui           | Decision (unanimous)                 | KSW 35                                        | 27 de maio de 2016      | 3                 | 5:00                         | Gdańsk/Sopot, Poland                   | Won the vacant KSW Lightweight Championship. Fight of the Night.    |      |                               |  |
| Win  | 10–0          | Marif Piraev               | TKO (punches)                        | KSW 32                                        | 31 de outubro de 2015   | 2                 | 3:21                         | London, England                        |                                                                     |      |                               |  |
| Win  | 9–0           | Rodrigo Cavalheiro Correia | TKO (punches)                        | KSW 30                                        | 21 de fevereiro de 2015 | 3                 | 4:54                         | Poznań, Poland                         | Knockout of the Night.                                              |      |                               |  |
| Win  | 8–0           | Łukasz Chlewicki           | Decision (unanimous)                 | KSW 29                                        | 6 de dezembro de 2014   | 3                 | 5:00                         | Kraków, Poland                         |                                                                     |      |                               |  |
| Win  | 7–0           | Tim Newman                 | Submission (heel hook)               | Cage Warriors 72                              | 13 de setembro de 2014  | 1                 | 1:37                         | Newport, Wales                         |                                                                     |      |                               |  |
| Win  | 6–0           | Jefferson George           | Decision (unanimous)                 | KSW 27                                        | 17 de maio de 2014      | 3                 | 5:00                         | Gdańsk, Poland                         |                                                                     |      |                               |  |
| Win  | 5–0           | Andre Winner               | Decision (unanimous)                 | KSW 24                                        | 28 de setembro de 2013  | 3                 | 5:00                         | Lódz, Poland                           |                                                                     |      |                               |  |
| Win  | 4–0           | Mateusz Zawadzki           | TKO (corner stoppage)                | KSW 23                                        | 8 de junho de 2013      | 2                 | 5:00                         | Gdańsk, Poland                         |                                                                     |      |                               |  |
| Win  | 3–0           | Tomáš Deák                 | Decision (unanimous)                 | Night of Champions 5                          | 20 de outubro de 2012   | 2                 | 5:00                         | Poznań, Poland                         |                                                                     |      |                               |  |
| Win  | 2–0           | Tomasz Matuszewski         | Submission (guillotine choke)        | Night of Champions 4                          | 21 de abril de 2012     | 1                 | 1:11                         | Poznań, Poland                         | Won the NoC Lightweight Tournament.                                 |      |                               |  |
| Win  | 1–0           | Arbi Shamaev               | TKO (doctor stoppage)                | Night of Champions 3                          | 4 de fevereiro de 2012  | 2                 | 3:59                         | Poznań, Poland                         | Lightweight debut.                                                  |      |                               |  |